# Choilley-Dardenay
Choilley-Dardenay är en kommun i departementet Haute-Marne i regionen Grand Est (tidigare regionen Champagne-Ardenne) i nordöstra Frankrike. Kommunen ligger i kantonen Prauthoy som tillhör arrondissementet Langres. År 2022 hade Choilley-Dardenay 158 invånare.

## Befolkningsutveckling
Antalet invånare i kommunen Choilley-Dardenay
| Referens: INSEE |